# 棕褶树蛙
棕褶树蛙（学名：Zhangixalus feae）为树蛙科的两栖动物。在中国大陆，分布于云南等地，一般栖息于山区半山区的水塘及稻田边。其生存的海拔为1000米。该物种的模式产地在缅甸北部。

## 保护
本种于2023年被收录入《有重要生态、科学、社会价值的陆生野生动物名录》。